# Gochnatia
Gochnatia je rod glavočika smješten u tribus Gochnatieae, dio potporodice Gochnatioideae. Pripadaju mu 17 vrsta grmova iz Južne Amerike i Kube.

## Vrste
1. Gochnatia angustifolia G.Sancho, S.E.Freire & Katinas
2. Gochnatia arequipensis Sandwith
3. Gochnatia avicenniifolia (DC.) Cabrera
4. Gochnatia boliviana S.F.Blake
5. Gochnatia cardenasii S.F.Blake
6. Gochnatia cratensis (Gardner) Cabrera
7. Gochnatia curviflora O.Hoffm.
8. Gochnatia foliolosa (D.Don) Hook. & Arn.
9. Gochnatia glutinosa D.Don ex Hook. & Arn.
10. Gochnatia lojaensis H.Rob. & V.A.Funk
11. Gochnatia palosanto Cabrera
12. Gochnatia patazina Cabrera
13. Gochnatia peruviana H.Beltrán
14. Gochnatia recticulifolia H.Rob. & V.A.Funk
15. Gochnatia sagrana R.N.Jervis & Alain
16. Gochnatia vargasii Cabrera
17. Gochnatia vernonioides Kunth

## Sinonimi
- Hedraiophyllum Less. ex Steud.
- Pentaphorus D.Don